# IDeneb
iDeneb je varianta operačního systému Mac OS X Leopard, který upravil Layne a iHackintosh Team aby běžel na jiných počítačích než od firmy Apple. Tato univerzální verze může běžet na procesorech firem Intel a AMD. Verze v1.4 10.5.6 má podporu UEFI.